# 玛克辛·库敏

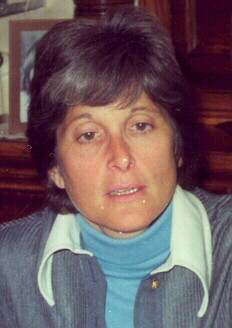
1974年玛克辛·库敏

玛克辛·库敏（英語：Maxine Kumin，1925年6月6日—2014年2月6日），是一名美国诗人、作家。1981年至1982年，被任命为美国桂冠诗人。
2014年2月6日，于新罕布什尔州华纳過世，享年88岁。她有三个孩子。